# Duel dans la Sierra
Pour plus de détails, voir Fiche technique et Distribution.
Duel dans la Sierra (titre original : The Last of the Fast Guns) est un film américain de George Sherman sorti en 1958.

## Synopsis
Brad Ellison est un bandit qui passe son temps à déclencher des bagarres rien que pour la gloire. Alors qu'il vient tout juste de tuer un homme lors d'un duel, Ellison rencontre le millionnaire John Forbes. Ce vieil homme paralysé lui propose une mission : retrouver son frère disparu depuis une vingtaine d'années mais qui, cependant, lui aurait écrit une lettre il y a cinq ans. Il prétendrait vivre à San Vincente, au Mexique. Forbes propose à Ellison une prime de 25 000 $ pour retrouver son frère mort ou vif, autrement un ancien partenaire malhonnête touchera la fortune qu'ils avaient découvert ensemble sous la forme d'un filon d'or...

## Fiche technique
- Titre original : The Last of the Fast Guns
- Réalisation : George Sherman
- Scénario : David P. Harmon
- Directeur de la photographie : Alex Phillips Jr.
- Montage : Patrick McCormack
- Musique : Hans J. Salter et Herman Stein (non crédités)
- Production : Howard Christie
- Genre : Western
- Pays de production :  États-Unis
- Durée : 82 minutes
- Dates de sortie :
  - États-Unis : juillet 1958
  - France : 8 octobre 1958

## Distribution
- Jock Mahoney (VF : Jacques Beauchey) : Brad Ellison
- Gilbert Roland (VF : Jean-François Laley) : Miles Lang
- Linda Cristal (VF : Nelly Benedetti) : Maria O'Reilly
- Eduard Franz (VF : Jean Gournac) : le Padre José
- Lorne Greene (VF : Jean Violette) : Michael O'Reilly
- Carl Benton Reid (VF : Raymond Rognoni) : John Forbes
- Edward C. Platt (VF : Lucien Bryonne) : Samuel Grypton
- Eduardo Noriega (VF : Marcel Bozzuffi) : Cordoba
- Jorge Treviño (VF : Serge Nadaud) : Don Manuel
- Rafael Alcayde (VF : Pierre Morin) : Alcalde
- Lee Morgan (VF : Jean Daurand) : Johnny Ringo
- Milton Bernstein : James « Jimmy » Younger
- Stillman Segar (VF : Claude Bertrand) : Ben Thompson
- José Chavez : José Garcia
- Francisco Reyguera (VF : Raymond Destac) : Pablo
- Richard Cutting (VF : Robert Le Béal) : le shérif